# Джейш ас-Сунна
Джейш ас-Сунна (араб. جيش السنة‎) — исламистская повстанческая группировка из Хомса, возникшая в результате слияния различных повстанческих групп, некоторые из которых изначально вышли из бригад Фарука Свободной сирийской армии. Она действовала во время гражданской войны в Сирии. Она присоединилась к Армии завоевания 24 марта 2015 года и приняла участие во Второй битве за Идлиб. Она потеряла 14 бойцов в битве. В 2018 году эта группировка стала частью Хайят Тахрир аш-Шам.

## Предполагаемая бомбардировка коалицией во главе с США
11 августа 2015 года склад боеприпасов и база, принадлежащие группировке, подверглись бомбардировке предположительно анти-ИГИЛовской коалицией во главе с США в районе Атме в северной части провинции Идлиб. Десять бойцов группировки были убиты, и одновременно с ними погибли  8 мирных жителей. Роберт Форд, бывший послом США в Сирии в 2011–2014 годах, выразил негодование по поводу того, что  авиаудар был нанесен по «Джейш ас-Сунне».

## Сообщение об использовании детей-солдат
В октябре 2016 года сообщалось, что «Джейш аc-Сунна» выпустила видео, в котором были показаны дети-солдаты в неопознанном тренировочном лагере. Саудовский священнослужитель по имени Абдулла аль-Мухесини был связан с вербовкой детей-солдат на севере Алеппо и, как утверждается, завербовал до 1000 детей по всей Сирии, выплачивая им ежемесячную зарплату в размере 100 долларов.

## Известные бывшие группы-члены
- Батальон 13[7]